# Anthophora crotchii
Anthophora crotchii es una especie de abeja del género Anthophora, familia Apidae. Fue descrita por Cresson en 1879.
Visita flores de varias familias. Es nativa del oeste de los Estados Unidos y Canadá.